# Light at the End of the World
Albums de Erasure
On the Road to Nashville
(2007) Live at the Royal Albert Hall (CD)
(2007)
Singles
Light at the End of the World est le 12e album-studio original du duo britannique Erasure.
Il est sorti le 21 mai 2007 dans la plupart des pays européens, le 22 mai 2007 aux États-Unis et le 18 juin 2007 en France.
Cet album marquait le retour du groupe à l'électronique, après sa parenthèse acoustique de l'année 2006. Il fut suivi d'une tournée au Royaume-Uni, en Allemagne et aux États-Unis. On en retrouve la plupart des chansons interprétées en public dans le double-CD et le DVD Live At The Royal Albert Hall.
Le premier single extrait de cet album, I Could Fall In Love With You séduisit seulement la Grande-Bretagne (où il se classa n°21 des ventes de singles), le Danemark, la Finlande et la Russie où il reçut une large diffusion radio.
À l'image du précédent album, Nightbird (2005), le succès commercial de Light At The End Of The World fut limité et bref mais donna lieu à une tournée internationale, seulement rendue possible par le catalogue des anciens succès du groupe.
L'édition limitée britannique, en boîtier cartonné digipack, comporte deux titres supplémentaires inédits.
Le 9 septembre 2016, dans le cadre de la célébration des 30 ans d'Erasure, l'album Light at the End of the World est réédité au format vinyle 33 tours.

## Classement parmi les ventes d'albums
| Pays        | Meilleure position |
| ----------- | ------------------ |
| Royaume-Uni | 29                 |
| Allemagne   | 42                 |
| États-Unis  | 127                |

## Détail des plages
Toutes les chansons sont écrites et composées par Vince Clarke et Andy Bell.
| 1.  | Sunday Girl                   | 4:35 |
| 2.  | I Could Fall In Love With You | 4:16 |
| 3.  | Sucker For Love               | 3:59 |
| 4.  | Storm In A Teacup             | 4:04 |
| 5.  | Fly Away                      | 3:22 |
| 6.  | Golden Heart                  | 3:13 |
| 7.  | How My Eyes Adore You         | 3:21 |
| 8.  | Darlene                       | 3:38 |
| 9.  | When A Lover Leaves You       | 3:52 |
| 10. | Glass Angel                   | 5:02 |

| 1.  | Sunday Girl                   | 4:35 |
| 2.  | I Could Fall In Love With You | 4:15 |
| 3.  | Sucker For Love               | 3:58 |
| 4.  | Storm In A Teacup             | 4:04 |
| 5.  | Fly Away                      | 3:21 |
| 6.  | Golden Heart                  | 3:12 |
| 7.  | How My Eyes Adore You         | 3:20 |
| 8.  | Darlene                       | 3:38 |
| 9.  | When A Lover Leaves You       | 3:51 |
| 10. | Glass Angel                   | 5:03 |
| 11. | Be My Baby                    | 3:30 |
| 12. | I Don't Know Why              | 4:02 |

| 1.  | Sunday Girl                                             | 4:35 |
| 2.  | I Could Fall In Love With You                           | 4:16 |
| 3.  | Sucker For Love                                         | 3:59 |
| 4.  | Storm In A Teacup                                       | 4:04 |
| 5.  | Fly Away                                                | 3:22 |
| 6.  | Golden Heart                                            | 3:13 |
| 7.  | How My Eyes Adore You                                   | 3:21 |
| 8.  | Darlene                                                 | 3:38 |
| 9.  | When A Lover Leaves You                                 | 3:52 |
| 10. | Glass Angel                                             | 5:03 |
| 11. | I Could Fall In Love With You (Monteverde Extended Mix) | 6:26 |
| 12. | I Like It                                               | 4:25 |
| 13. | I Could Fall in Love with You (music video)             | 4:05 |